# Guadeloupe Challenger 1988
Il Guadeloupe Challenger 1988 è stato un torneo di tennis facente parte della categoria ATP Challenger Series nell'ambito dell'ATP Challenger Series 1988. Il torneo si è giocato a Guadalupa in Francia dal 28 marzo al 3 aprile 1988 su campi in cemento.

## Vincitori

### Singolare
Pieter Aldrich ha battuto in finale  Paul Wekesa con il punteggio di 7–5, 7–6

### Doppio
David Dowlen /  Marcel Freeman hanno battuto in finale  Russell Barlow /  Jonathan Canter con il punteggio di 6–3, 6–3